# Äquatorialguineische Fußballnationalmannschaft
Die äquatorialguineische Fußballnationalmannschaft wird kontrolliert von der Federación Ecuatoguineana de Fútbol, die 1984 gegründet wurde. Im Dezember desselben Jahres bestritt Äquatorialguinea sein erstes offizielles Länderspiel.
Zuvor hatte es schon 1975 ein inoffizielles Länderspiel gegen China gegeben, das China als Heimmannschaft mit 6:2 gewonnen hatte.
Der Mannschaft ist es bisher noch nicht gelungen, sich für eine Fußball-Weltmeisterschaft zu qualifizieren. Für den Afrika-Cup qualifizierte sich die Mannschaft. Seit 2002 nimmt das Land regelmäßig an den Qualifikationen zu Weltmeisterschaften teil, seit 2000 an der Afrika-Cup-Qualifikation. Das Team zählt zur sportlichen Mittelklasse der afrikanischen FIFA-Mitgliedsstaaten.
Äquatorial-Guinea richtete gemeinsam mit Gabun die Afrikameisterschaft 2012 aus, wodurch die Mannschaft als Gastgeber erstmals an einer Afrikameisterschaft teilnahm und das Viertelfinale erreichte, in dem sie der Elfenbeinküste mit 0:3 unterlag. In der FIFA-Weltrangliste stieg die Mannschaft durch den Viertelfinaleinzug um 41 Plätze auf Platz 110.
Der bisher größte Erfolg der Äquatorialguineischen Nationalelf war der Sieg beim CEMAC-CUP (einem Fußballwettbewerb, den die Teams aus Kamerun, Republik Kongo, Gabun, Äquatorialguinea, Zentralafrikanische Republik und Tschad austragen) 2006. Im Finale wurde Titelverteidiger Kamerun überraschend, nach 1:1 in der regulären Spielzeit, mit 4:2 im Elfmeterschießen bezwungen. Kamerun spielte allerdings mit einer lokalen Auswahl, deshalb wird das Spiel von der FIFA nicht als A-Länderspiel anerkannt.
Die Mannschaft belegte in der offiziellen FIFA-Weltrangliste mit dem 49. Rang im Februar 2015 ihre bisher beste Platzierung, wobei sich die Mannschaft gegenüber dem Vormonat um 69 Plätze verbesserte. Danach ging es wieder bergab und derzeit belegt die Mannschaft den 91. Platz (Stand: November 2023).
Im Mai 2024 wurden der Nationalmannschaft erneut zwei Siege in der Qualifikation für die Fußballweltmeisterschaft 2026 gestrichen, nachdem Emilio Nsue erneut zum Einsatz gekommen war. Das gleiche Problem trat bereits 2013 auf. Dieser war in seiner 11-jährigen Nationalmannschaftskarriere zu keiner Zeit für Äquatorialguinea spielberechtigt, urteilte die FIA.

## Turniere

### Weltmeisterschaft
- 1986 bis 1998: nicht teilgenommen
- 2002 bis 2022: nicht qualifiziert

### Afrikameisterschaft
- 1986: nicht teilgenommen
- 1988: zurückgezogen
- 1990: nicht qualifiziert
- 1992: nicht teilgenommen
- 1994: nicht teilgenommen
- 1996: zurückgezogen
- 1998: nicht teilgenommen
- 2000: nicht teilgenommen
- 2002 bis 2010: nicht qualifiziert
- 2012: Viertelfinale (als Co-Gastgeber mit Gabun)
- 2013: nicht qualifiziert
- 2015: 4. Platz
- 2017: nicht qualifiziert
- 2019: nicht qualifiziert
- 2022: Viertelfinale
- 2024: Achtelfinale
- 2025: qualifiziert

### Afrikanische Nationenmeisterschaft
- 2009: nicht teilgenommen
- 2011: in der Qualifikation zurückgezogen
- 2014: nicht teilgenommen
- 2016: nicht teilgenommen
- 2018: Vorrunde
- 2021: nicht qualifiziert

### CEMAC-Cup
- 1984: Vorrunde
- 1985: Vorrunde
- 1986: Vorrunde
- 1987: Vierter
- 1988: Vorrunde
- 1989: nicht teilgenommen
- 1990: Vorrunde
- 2003: nicht teilgenommen
- 2005: Vorrunde
- 2006: Meister
- 2007: Vorrunde
- 2008: Vorrunde
- 2009: Zweiter
- 2010: Vorrunde
- 2013: Vorrunde
- 2014: Vierter

### COSAFA Senior Challenge
- 2013: zurückgezogen

## Nationaltrainer
| Jahre     | Name                                |
| --------- | ----------------------------------- |
| 1980      | Manuel Sanchís Martínez             |
| 1989–1990 | Julio Raúl González                 |
| 1991–1998 | Pedro-Mabale Fuga Afang             |
| 1999      | Jesús Martín Dorta                  |
| 1999      | Jean-Jacques Dortas                 |
| 2000      | Raúl Eduardo Rodríguez              |
| 2000–2001 | Juan Carlos Bueriberi Echuaca       |
| 2002      | Francisco Nsi Nchama                |
| 2003      | Jesús Martín Dorta                  |
| 2003      | Óscar Engonga                       |
| 2004      | Adel Amrouche                       |
| 2004–2006 | Antônio Dumas                       |
| 2006      | Quique Setién                       |
| 2007–2008 | Jordan de Freitas                   |
| 2008–2009 | Vicente Engonga                     |
| 2009–2010 | Carlos Diarte                       |
| 2010      | Casto Nopo (interim)                |
| 2010      | Henri Michel                        |
| 2011      | Casto Nopo (interim)                |
| 2012      | Gilson Paulo                        |
| 2013–2014 | Andoni Goikoetxea                   |
| 2015–2017 | Esteban Becker                      |
| 2017      | Casto Nopo (interim)                |
| 2017–2018 | Franck Dumas                        |
| 2018      | Rodolfo Bodipo (interim)            |
| 2018      | Casto Nopo (interim)                |
| 2018–2019 | Ángel López Pérez                   |
| 2019      | Casto Nopo (interim)                |
| 2019      | Antonio Pancho (interim)            |
| 2019      | Felipe Esono                        |
| 2019      | Dani Guindos                        |
| 2019–2020 | Sébastien Migné                     |
| 2020      | Juan Micha und Casto Nopo (interim) |
| 2021–     | Juan Micha                          |

## Rekordspieler
Stand: 17. November 2024
Fett markierte Spieler sind noch aktiv.
| #   | Name                  | Zeitraum  | Spiele | Tore |
| --- | --------------------- | --------- | ------ | ---- |
| 1.  | Basilio Ndong         | 2016–     | 55     | 0    |
| 1.  | Sisinio               | 2015–     | 55     | 6    |
| 3.  | Pablo Ganet Cómitre   | 2015–     | 51     | 4    |
| 4.  | Iván Salvador Edú     | 2015–     | 47     | 8    |
| 4.  | José Antonio Miranda  | 2015–     | 47     | 3    |
| 6.  | Emilio Nsue           | 2013–     | 44     | 19   |
| 7.  | Carlos Akapo Martínez | 2013–     | 42     | 2    |
| 8.  | Iván Zarandona        | 2003–2017 | 41     | 1    |
| 9.  | Juvenal               | 2003–2015 | 40     | 9    |
| 9.  | Felipe Ovono          | 2011-     | 40     | 0    |
| 11. | Randy                 | 2010–2018 | 38     | 4    |
| 12. | Esteban Orozco        | 2017–     | 37     | 1    |
| 12. | Rui                   | 2010–     | 37     | 0    |
| 13. | Jesús Lázaro Owono    | 2019–     | 35     | 0    |
| 14. | Viera Ellong          | 2007–2017 | 33     | 2    |
| 14. | Javier Balboa         | 2007–2017 | 32     | 6    |
| 14. | Diosdado Mbele        | 2013–     | 32     | 0    |

### Rekordtorschützen
Stand: 19. November 2024
Fett markierte Spieler sind noch aktiv.
| #  | Name              | Zeitraum  | Tore | Spiele |
| -- | ----------------- | --------- | ---- | ------ |
| 1. | Emilio Nsue       | 2013–     | 19   | 44     |
| 2. | Juvenal           | 2000–2012 | 09   | 40     |
| 3. | Iván Salvador Edú | 2015–     | 08   | 47     |
| 4. | Javier Balboa     | 2006–2017 | 06   | 32     |
| 4. | Sisinio           | 2015–     | 06   | 55     |

## Weitere bekannte Spieler
Aufgrund der äquatorialguineischen Amtssprache Spanisch spielen Europa-Legionäre zumeist in Spanien. Bei den bekannteren Namen handelt es sich aber häufig um Nachkommen ehemaliger Flüchtlinge, die während der Diktatur von Francisco Macías Nguema das Land Richtung Spanien verließen. In der spanischen Segunda División spielen derzeit der in Spanien aufgewachsene Rodolfo Bodipo Díaz (Deportivo La Coruña), Iván Bolado (FC Cartagena), Raúl Fabiani (CD Alcoyano).